# 星屑冒険王
『星屑冒険王』（ほしくずぼうけんおう）は2025年2月26日に日本コロムビアから発売されたスターダストレビュー25枚目のオリジナル・アルバム。DVD付初回限定盤と通常盤の2形態で発売。

## 解説
前作『年中模索』から約4年半ぶりとなるオリジナル・アルバム。外部から佐橋佳幸、根岸孝旨、杉田裕に加えてサポートメンバーの添田啓二をアレンジャーに起用。シングル曲「はっきりしようぜ」「やっぱり会いたいよ」に加え、NHK「みんなのうた」で2025年2月から3月に放送された「ナントとカナルの物語」など、全12曲が収録されている。
ディスクジャケットは宇宙に飛び出したメンバーがアメコミ風のイラストで描かれ、サポートメンバーの添田啓二と岡崎昌幸も登場している。
初回限定盤には、アルバムの制作過程を収めた約50分のメイキング映像や、「ナントとカナルの物語」のミュージック・ビデオが収録されたDVDが付属している。
リーダーの根本要は制作に際し、アイデア枯渇への不安を抱えていたが、AI音楽の限界を感じたことで「音楽に対する愛情」が自身の表現の核であると再認識。亡き恩人や友人たちへの想いを込め、スタレビの魅力を再構築することを決意し、新作に取り組んだ。 「ナントとカナルの物語」は「なんとかなる」という前向きなメッセージを歌詞に込め、「冒険王」では「歳の数だけ楽しい」というキーワードを通じ、年齢を重ねる楽しさを表現した。「星屑兄弟」では、喉頭がん治療で休養中のメンバー・林“VOH”紀勝も作詞に携わった。

## 収録曲
作詞・作曲：根本要（特記以外）

### CD
1. ゴールデンタイム・ヒーロー
  - 作詞：根本要/馬場俊英　編曲：根岸孝旨
2. 星屑兄弟
  - 作詞：根本要/林"VOH"紀勝　編曲：添田啓二
3. ナントとカナルの物語
  - 作詞：根本要/馬場俊英　編曲：根岸孝旨
  - NHK「みんなのうた」2025年2〜3月放送
4. ありふれた奇跡
  - 編曲：根岸孝旨
5. はっきりしようぜ
  - 編曲：佐橋佳幸
  - テレビ東京「記憶捜査2〜新宿東署事件ファイル〜」オープニングテーマ
6. 立ち止まれば南平台
  - 作詞：根本要/馬場俊英　編曲：佐橋佳幸
7. 冒険王
  - 作詞：根本要/寺田正美　編曲：添田啓二
8. 恋はドドンパで
  - 作詞：根本要/馬場俊英　編曲：添田啓二
9. Mystery Of Love ～ 囚われの愛
  - 作詞：根本要/手島昭　編曲：添田啓二
10. 渇いた朝
  - 作詞：柿沼清史/手島昭　作曲：柿沼清史　編曲：杉田裕
  - メインボーカル：柿沼清史
11. やっぱり会いたいよ
  - 編曲：佐橋佳幸
  - NHK「ラジオ深夜便」＜深夜便のうた＞2021年10月・11月
12. You Can Change My Life -愛が生まれた-
  - 編曲：添田啓二
  - ソン・シギョンへの提供曲

### DVD
1. ナントとカナルの物語 (MUSIC VIDEO)
2. Making of 星屑冒険王